# Sinus-Migrantenmilieus
Die Sinus-Migrantenmilieus sind das Ergebnis empirischer Untersuchungen der Migrantenpopulation in Deutschland, die 2008 und 2018 (2018 im Auftrag des vhw – Bundesverband für Wohnen und Stadtentwicklung e.V.) durch das Markt- und Sozialforschungsunternehmen Sinus-Institut durchgeführt wurden. Ziel der Studien war es, Erkenntnisse über die Befindlichkeiten, Orientierungen und Perspektiven der Menschen mit Migrationshintergrund zu generieren.
Zentraler Befund der Studien von 2008 und 2018 ist, dass es in der Migrantenpopulation in Deutschland – nicht anders als in der autochthonen Bevölkerung – eine große Vielfalt von Lebensauffassungen und Lebensweisen gibt; Menschen mit Migrationshintergrund können also nicht als homogene Bevölkerungsgruppe gesehen werden. Dabei unterscheiden sich die Migrantenmilieus weniger nach ethnischer Herkunft als nach ihren Wertvorstellungen und Lebensstilen. Menschen des gleichen Milieus, aber mit unterschiedlicher ethnischer Zugehörigkeit, Religion oder Zuwanderungsgeschichte, verbindet mehr miteinander als mit dem Rest ihrer Landsleute aus anderen Milieus. Ein Rückschluss von der Herkunftskultur auf das Milieu ist somit nicht möglich – und umgekehrt.

## Gruppen
Die Sinus-Migrantenmilieus gruppieren Menschen, die sich in ihrer Lebensauffassung und Lebensweise ähneln (vgl. Lebenswelt). Die Milieu-Einteilung erfolgt entlang zweier Dimensionen: „Soziale Lage“ (niedrig, mittel, hoch) und „Grundorientierung“ („Tradition“, „Modernisierung“ und „Neuorientierung“). Grundlegende Wertorientierungen werden dabei ebenso berücksichtigt wie Alltagseinstellungen (zu Arbeit, Familie, Freizeit, Konsum, Medien etc.). Soziodemografische Variablen (Alter, Geschlecht, Bildung, Einkommen etc.) dienen der näheren Beschreibung der Migrantenmilieus.
Das aktuelle Sinus-Migrantenmilieumodell für Deutschland besteht aus diesen zehn Gruppen (Stand 2018):

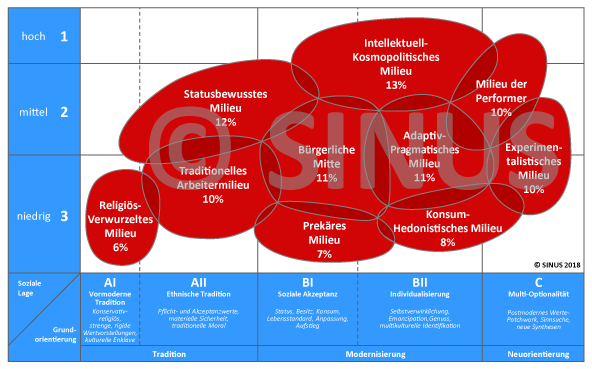
Sinus-Migrantenmilieu-Modell für Deutschland 2018. Die Sinus-Migrantenmilieus gruppieren Menschen in Gruppen Gleichgesinnter entlang zweier Dimensionen (Soziale Lage und normative Grundorientierung). Je höher ein Milieu in dieser Grafik angesiedelt ist, desto gehobener sind Bildung, Einkommen und berufliche Stellung; je weiter rechts es positioniert ist, desto moderner sind Wertorientierungen und Lebensstile. Die Überschneidungen der „Kartoffeln“ zeigen an, dass die Übergänge zwischen den Milieus fließend sind.

| Sinus-Migrantenmilieus                | Kurzbeschreibung | Bevölkerungsanteil (in %) |
| ------------------------------------- | --- | ------------------------- |
| Statusbewusstes Milieu                | Aufstiegsorientiertes Milieu mit traditionellen Wurzeln, das durch Leistung und Zielstrebigkeit materiellen Wohlstand und soziale Anerkennung erreichen will, ohne seine Bezüge zur Herkunftskultur aufzugeben                            | 12 % (ca. 1,8 Mio.)       |
| Traditionelles Arbeitermilieu         | Das etablierte traditionelle Milieu der Arbeitsmigranten und Spätaussiedler, das nach materieller Sicherheit und Anerkennung strebt, das sich angepasst hat und ohne anzuecken seine (Familien-)Traditionen des Herkunftslandes pflegt    | 10 % (ca. 1,5 Mio.)       |
| Religiös-verwurzeltes Milieu          | Das archaische, patriarchalisch geprägte, sozial und kulturell isolierte Milieu, verhaftet in den vormodernen Mustern und religiösen Traditionen der Herkunftsregion, mit deutlichen Rückzugs- und Abschottungstendenzen                  | 6 % (ca. 0,9 Mio.)        |
| Prekäres Milieu                       | Die um Orientierung, Heimat / Identität und Teilhabe bemühte Unterschicht mit starken Zukunftsängsten, Ressentiments und einer oft fatalistischen Lebenseinstellung, die sich ausgeschlossen und benachteiligt fühlt                      | 7 % (ca. 1,1 Mio.)        |
| Konsum-Hedonistisches Milieu          | Das junge freizeitorientierte Unterschichtmilieu mit defizitärer Identität und Underdog-Bewusstsein, auf der Suche nach Spaß, Unterhaltung und Konsum, das sich Leistungs- und Anpassungserwartungen der Mehrheitsgesellschaft verweigert | 8 % (ca. 1,2 Mio.)        |
| Bürgerliche Mitte                     | Die leistungs- und anpassungsbereite Mitte der Migrantenpopulation, die sich mit den Verhältnissen im Aufnahmeland identifiziert, nach sozialer Akzeptanz und Zugehörigkeit strebt und harmonisch und abgesichert leben möchte            | 11 % (ca. 1,7 Mio.)       |
| Adaptiv-Pragmatisches Milieu          | Der optimistische, leistungs- und familienorientierte junge Mainstream mit Freude am technischen Fortschritt, pragmatisch-realistischen Zieldefinitionen und hoher Anpassungsbereitschaft                                                 | 11 % (ca. 1,7 Mio.)       |
| Experimentalistisches Milieu          | Das individualistische Milieu der spaß- und szeneorientierten Nonkonformisten mit ausgeprägter Experimentierfreude, Distanz zum Mainstream und Fokus auf dem Leben im Hier und Jetzt                                                      | 10 % (ca. 1,5 Mio.)       |
| Milieu der Performer                  | Die zielstrebigen multioptionalen, global denkenden Zukunftsoptimisten mit hoher Technik- und IT-Affinität, großem Selbstbewusstsein und gehobenen Stil- und Konsumansprüchen                                                             | 10 % (ca. 1,5 Mio.)       |
| Intellektuell-Kosmopolitisches Milieu | Die erfolgreiche, aufgeklärte Bildungselite mit liberaler und postmaterieller Grundhaltung, einem multikulturellen Selbstverständnis und vielfältigen intellektuellen Interessen                                                          | 13 % (ca. 2,0 Mio.)       |

## Hintergrund
Bei der Migranten-Milieuforschung geht es darum, das Alltagsbewusstsein, d. h. die subjektive Perspektive von Menschen mit Migrationshintergrund in Bezug auf die Gesellschaft (Deutschland, Herkunftsland) sowie in Bezug auf sich selbst (kulturelle, soziale, ethnische Identität) zu explorieren, die verschiedenen Lebenswelten zu verstehen, um darauf aufbauend typische Muster zu identifizieren und quantitativ-repräsentativ zu messen und zu modellieren.
2008 wurde vom Sinus-Institut erstmals die Milieuforschung auf den Bevölkerungsteil mit Zuwanderungsgeschichte übertragen. Statt wie bis dahin üblich nur die sozioökonomische Situation, die Lebensphase oder nationale Herkunft zu erfassen, wurden zusätzlich Grundwerte, Einstellungsmuster und spezifische Bedürfnisse im Alltagsleben dieses Bevölkerungsteils systematisch ermittelt. Als Ergebnis der Analyse konnten u. a. Gruppen mit ähnlichen lebensweltlichen Mustern und Einstellungen als (Migranten-)Milieus abgebildet werden. So machte schon der erste Migrantenmilieu-Survey deutlich, dass Lebenswelten die ethnische Herkunft oder die religiöse Zugehörigkeit überlagern. Das Interesse am ersten Migranten-Milieumodell war groß, der Einfluss auf die Sozialforschung ebenso.
2018 erschien es angesichts einer erhöhten Zuwanderungsdynamik sinnvoll, das Modell der migrantischen Lebenswelten und Grundorientierungen von 2008 zu aktualisieren. Ausschlaggebend für das Update waren die folgenden Entwicklungen: quantitativer Anstieg und veränderte soziale und herkunftsstrukturelle Zusammensetzung der Bevölkerung mit Migrationshintergrund, funktionale Integrationsfortschritte und sozialstrukturelle Veränderungen in diesem Bevölkerungsteil, zeitgeschichtliche Entwicklungen seit der Studie 2008 (Flüchtlingskrise, Rechtspopulismus, NSU, Alltagserfahrungen der Bevölkerung mit Migrationshintergrund (Integration, Diskriminierung, Rassismus) etc.).

## Theorie
In den Sozialwissenschaften werden Milieus als Gruppen Gleichgesinnter mit ähnlichen Grundwerten und Prinzipien der Lebensführung verstanden, die sich durch erhöhte Binnenkommunikation und Abgrenzung gegenüber anderen Gruppen auszeichnen. Das Modell der sozialen Milieus dient dazu, die traditionelle Einteilung der Gesellschaft auf Basis soziodemografischer Merkmale wie Alter, Bildung oder Einkommen zu erweitern, da diese aufgrund der gesellschaftlichen Entwicklung (vgl. Wertewandel) zunehmend an Erklärungskraft und Trennschärfe verloren haben. Anders als Lebensstile mit ihren teilweise nur kurzlebigen Präferenzen (z. B. Mode) zeichnen sich soziale Milieus durch vergleichsweise stabile Werthaltungen aus.
Den Sinus-Migrantenmilieus liegt der gesellschaftswissenschaftliche Ansatz der horizontalen Differenzierung von Sozialschichten (vgl. Sinus-Milieus) zugrunde. Ergebnis ist die Identifikation und Beschreibung unterschiedlicher Milieus, ihrer Lebensziele, Wertebilder, Lebensstile und Integrationsniveaus.
Die Migrantenmilieus werden dabei nicht nach ethnischer Zugehörigkeit oder Religion, sondern in Bezug auf ihre Grundorientierungen und ihren gesellschaftlichen Status abgegrenzt. Damit hat der Milieuansatz den Anspruch, die gesellschaftliche Lebensrealität der migrantischen Bevölkerung genauer abzubilden als es rein soziodemographische Merkmale wie Ethnie, Bildung oder Einkommen können.

## Methodik
Praktisch modelliert werden die Milieus durch non-direktive Lebensweltexplorationen im Rahmen narrativer Interviews, in denen die Interviewten alle aus ihrer Sicht relevanten Lebensbereiche darstellen. Durch die Ableitung fallübergreifender Kategorien wird ein zunächst hypothetisches Milieumodell gebildet, das Menschen zusammenfasst, die sich in ihren Wertprioritäten und ihrer grundsätzlichen Lebenseinstellung und Lebensweise ähnlich sind. Danach erfolgt die quantitative Überprüfung und repräsentative Verallgemeinerung des Modells – im Wechselschritt zwischen Theorie und Empirie:
- Das hypothetische Ausgangsmodell wird quantitativ nachmodelliert.
- Inkonsistenzen zwischen Theorie und Empirie führen zu einer Überarbeitung des hypothetischen Modells.
- Das überarbeitete Modell wird wieder quantitativ nachmodelliert usw.

Dieser iterative Prozess wird so lange durchgeführt, bis sich das theoretische Modell in ausreichendem Maß quantitativ verifizieren lässt.

### Qualitative Leitstudie 2016
Um neue Einblicke in die Alltagswirklichkeit der Menschen mit Zuwanderungsgeschichte zu gewinnen und aktuelle Insights über deren Werte, Lebensziele, Wünsche und Zukunftserwartungen generieren zu können, wurde zunächst eine qualitative Leitstudie durchgeführt.
Dabei wurde mit non-direktiv angelegten narrativen Interviews gearbeitet, die den Befragten Raum zur Selbstbeschreibung lassen und ihnen ermöglichen, ihre Meinungen, Einstellungen und Wahrnehmungen in ihrer natürlichen Alltagssprache zum Ausdruck zu bringen.
Die durchgeführte Erhebung basiert auf 160 mehrstündigen narrativen Interviews. Kernthemen der Untersuchung waren die kulturelle Identität und die soziale Integration der Befragten. Dabei interessierte besonders, welche „lebensweltliche Richtung“ die verschiedenen migrantischen Milieus seit 2008, dem Zeitpunkt der letzten Grundlagenstudie, eingeschlagen haben: Welche Gruppen gehen allmählich in der Aufnahmegesellschaft auf? In welchen Gruppen zeigt sich Enttäuschung und Resignation aufgrund mangelnder Integrationsfortschritte?

### Quantifizierung 2017/18
Im nächsten Forschungsschritt wurde eine bundesweite Repräsentativuntersuchung durchgeführt mit 2.053 persönlich-mündlichen Interviews. Grundgesamtheit waren Menschen mit Migrationshintergrund und Wohnsitz in Deutschland ab 15 Jahren. Die Auswahl der Befragten erfolgte nach Quotenmerkmalen. Dabei wurden in erster Linie die Herkunftsregion, das Alter, das Geschlecht, der Bildungsstand und die Aufenthaltsdauer in Deutschland berücksichtigt. Ziel war eine für die Grundgesamtheit repräsentative Quotenstichprobe.
Auf Basis der Quantifizierung wurden die Migrantenmilieus neu modelliert. Ergebnis ist die Identifikation von zehn unterschiedlichen Milieus, ihrer Lebensziele, Wertebilder, Lebensstile und Integrationsniveaus.
Als weiteres Ergebnis der Repräsentativuntersuchung lässt sich zusammenfassend festhalten: Die Dynamik in den Lebenswelten von Migranten in Deutschland ist durch zwei gegenläufige Entwicklungen gekennzeichnet: Zum einen Konvergenz in der Mitte und bei den modernen Milieus, d. h. autochthone und migrantische Bevölkerung unterscheiden sich hier immer weniger voneinander. Zum anderen Divergenz – verbunden mit Integrationsdefiziten – in Teilen der traditionell geprägten und der unterschichtigen Milieus. Insgesamt ist die Bereitschaft, sich kulturell anzupassen und in Deutschland zu integrieren, in weiten Teilen der Migrantenpopulation stark ausgeprägt. Sie findet sich gehäuft in den soziokulturell modernen Lebenswelten, aber auch in den Milieus der Mitte. Im modernen Segment der migrantischen Bevölkerung ist ein bi-kulturelles Selbstbewusstsein die Norm, in der Mitte neigen viele sogar zu einer postintegrativen Perspektive, d. h., dass sie sich selbst gar nicht mehr als Migranten verstehen, sondern als selbstverständliches Mitglied der hiesigen Gesellschaft. Im modernen und mittleren Segment ist entsprechend auch die gefühlte Nähe zu den Deutschen am größten.
In einer dritten Projektphase wurde anschließend auf der Basis mikrogeografischer Analysen eine Übertragung der neu bestimmten Migranten-Milieus in den Raum vorgenommen – um zu erfahren, wie sie sich in den verschiedenen städtischen und ländlichen Regionen in Deutschland verteilen (Sinus-Migranten-Geo-Milieus).

## Anwendung
Die Sinus-Migrantenmilieus werden vielfältig eingesetzt, z. B. in den Bereichen Bildung, Mobilität, Stadtentwicklung oder (Direkt-)Marketing. Der vhw – Bundesverband für Wohnen und Stadtentwicklung e.V. etwa nutzt die Migrantenmilieus für Fragestellungen im sozialräumlichen Kontext von Wohnen und Stadtentwicklung, insbesondere in Form einer mikrogeografischen Übertragung in den Raum (Sinus-Geo-Migrantenmilieus). Die Migrantenmilieus tragen so dazu bei, kommunikative und partizipative Zugänge zu verbessern oder differenzierte lokale Bedürfnisanalysen zu erstellen.